# Спурій Навцій Рутіл (консул 488 року до н. е.)
Спурій Навцій Рутіл (лат. Spurius Nautius Rutilus, ? — після 488 до н. е.) — політичний, державний і військовий діяч часів ранньої Римської республіки.

## Життєпис
Походив з патриціанського роду Навціїв. Про молоді роки немає відомостей. 
У 494 році до н. е. сприяв встановленню миру серед сенаторів. У 493 році до н. е. за наказом сенату вів перемовини з плебеями на чолі із Спурієм та Гаєм Іциліями, що віддалилися на Священну гору.
У 488 році до н. е. його було обрано консулом разом з Секстом Фурієм Медулліном Фузом. Під час своєї каденції проти Римської республіки виступили вольски, яким допомагав Гней Марцій Коріолан. Утім війська не змогли ефективно протидіяти ворогові, Спурій Навцій був змушений відступити до Риму. 
Про подальшу долю Спурія Навція немає відомостей.

## Родина
- Спурій Навцій Рутіл
- Син Гай Навцій Рутіл, консул [[475 та 458 років до н. е.